# Stazione di Mukainada
La stazione di Mukainada (向洋駅?, Mukainada-eki) è una stazione ferroviaria situata nella cittadina di Fuchū, nella prefettura di Hiroshima in Giappone. Si trova lungo la linea principale Sanyō e offre anche i servizi della linea Kure.

## Linee e servizi
JR West
■ Linea principale Sanyō
■ Linea Kure (servizio ferroviario)

## Caratteristiche
La stazione è dotata di due marciapiedi laterali con due binari in superficie utilizzati per il servizio viaggiatori. All'interno sono presenti altri due binari utilizzati solamente dai treni merci. La stazione supporta la bigliettazione elettronica ICOCA ed è dotata di tornelli di accesso automatici.
| 1 | ■ Linea principale Sanyō ■ Linea Kure | per Hiroshima e Iwakuni |
| 2 | ■ Linea principale Sanyō              | per Saijō e Mihara      |
| 2 | ■ Linea Kure                          | per Kure e Hiro         |

## Stazioni adiacenti
| «                      | Servizio               | »                      |
| Linea Kure             | Linea Kure             | Linea Kure             |
| Linea principale Sanyō | Linea principale Sanyō | Linea principale Sanyō |
| ---------------------- | ---------------------- | ---------------------- |
| Kaitaichi              | Locale                 | Tenjingawa             |
| Il rapido non ferma    |                        |                        |